# Торијело-Петруцијели (Авелино)
Торијело-Петруцијели је насеље у Италији у округу Авелино, региону Кампанија.
Према процени из 2011. у насељу је живело 40 становника. Насеље се налази на надморској висини од 463 м.